# Caio Dantas
Caio Henrique da Silva Dantas, ou simplesmente Caio Dantas (Santos, 19 de fevereiro de 1993), é um futebolista brasileiro que atua como centroavante. Atualmente joga no Atlético Goianiense.

## Carreira

### Osasco Audax
Foi revelado pelo Audax-SP na Copa São Paulo de Juniores de 2013, quando terminou como artilheiro com oito gols.

### Botafogo-SP
Pelo Botafogo-SP, Caio Dantas foi artilheiro da Série C em 2018 com 11 gols. Foi importante no jogo contra o Botafogo-PB, que fez um gol aos 48 minutos do segundo tempo e levou a decisão pros pênaltis e no final o Botafogo-SP ganhou de 4 a 3 nos pênaltis e garantiu a vaga na Série B de 2019. Caio Dantas relembrou o momento dizendo:
| “             | São muitas recordações, foram bastantes gols que eu fiz em curto tempo. Teve aquele gol naquela decisão do acesso, que vai ficar marcado na minha vida e de todos os torcedores botafoguense. | ” |
| — Caio Dantas | |   |

### Boavista
Pelo clube, no Campeonato Carioca de 2020, marcou sete gols em doze jogos e só ficou atrás de Gabigol e João Carlos, do Volta Redonda, na lista de artilheiros.

### Sampaio Corrêa
Se destacou pelo Sampaio Corrêa, onde terminou artilheiro da Série B de 2020 com 17 gols além de quatro assistências, campeonato onde também foi escolhido como o melhor jogador do mês de outubro.
Uma das melhores atuações de Caio Dantas pelo Sampaio Corrêa, foi contra o Juventude, válida pela 21ª rodada da Série B de 2020, quando fez três gols que foram importantíssimos, pois fez o clube entrar no G4 da competição.
Pelo clube, foi campeão do Campeonato Maranhense de 2020.

### Guangzhou R&F FC
No início de 2021, fechou com o Guangzhou R&F FC, da China.

### Criciúma
Em março de 2023, Caio Dantas desembarcou em Belo Horizonte para reforçar o Cruzeiro, mas teve uma lesão muscular detectada na coxa direita e não assinou com a Raposa.
Em abril de 2022, acerta com o Criciúma para a Série B.

### Retorno ao Botafogo-SP
No final de 2022, retornou ao Botafogo-SP, onde disputou 11 jogos e não marcou nenhum gol.

### Vila Nova
Em março de 2023, foi emprestado ao Vila Nova pelo Água Santa, onde marcou 10 gols  na Série B de 2023.

### Vitória
No início de 2024, foi emprestado ao Vitória até o fim desta temporada. Com a chegada de Alerrandro e Luiz Adriano, além das atuações abaixo da média, deixaram o atacante no banco de reservas. Entrou em campo nove vezes e só marcou um gol, de pênalti, contra o Juazeirense, pela 4ª rodada do Campeonato Baiano.

### Guarani
Em abril de 2024, acertou com o Guarani para a Série B.

## Títulos
Cuiabá
- Copa Verde: 2019
- Campeonato Mato-Grossense: 2019

Sampaio Corrêa
- Campeonato Maranhense: 2020[8]

Criciúma
- Campeonato Catarinense - Série B: 2022

Vitória
- Campeonato Baiano: 2024

## Artilharias
Osasco Audax
- Copa São Paulo de Futebol Júnior: 2013 – 8 gols (categorias de base)

Botafogo-SP
- Campeonato Brasileiro - Série C: 2018 – 11 gols

Cuiabá
- Campeonato Mato-Grossense: 2019 – 8 gols

Sampaio Corrêa
- Campeonato Brasileiro - Série B: 2020 – 17 gols[5]

## Prêmios individuais
- Melhor jogador do mês - Campeonato Brasileiro - Série B: (outubro) 2020[6]